# Niavarankomplexet
Niavarankomplexet är ett cirka 11 hektar stort palatsområde i Tehran i Iran. Det är ett inhägnat område som innefattar ett flertal byggnader och monument från 1772 under Qajardynastin och framåt. På området ligger bland annat palatsvillan Niavaran, som var bostad för shah Mohammad Reza Pahlavi och hans familj 1967–1979.

## Galleri

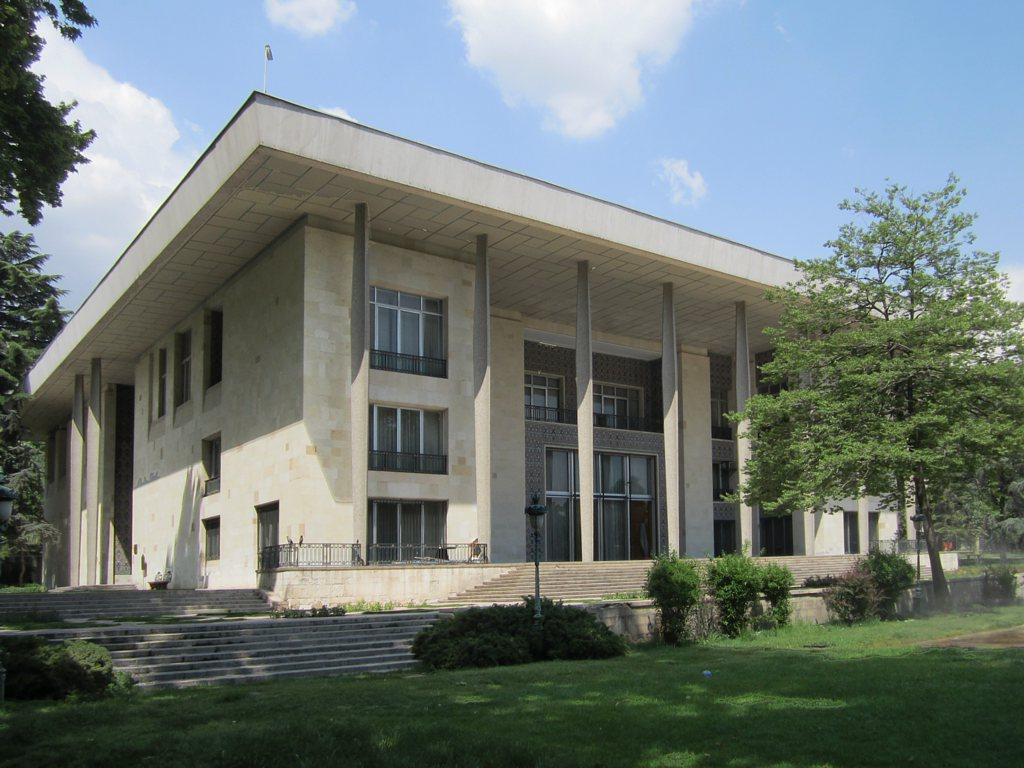
Niavaran-palatset, den sista shahens villa och privatbostad i Niavaran, uppförd 1958.
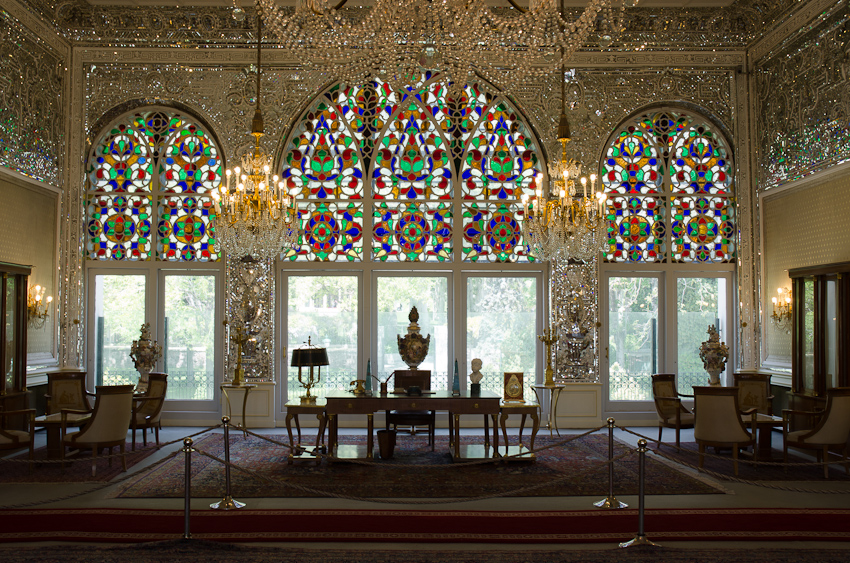
Interiör i Niavaran-palatset.
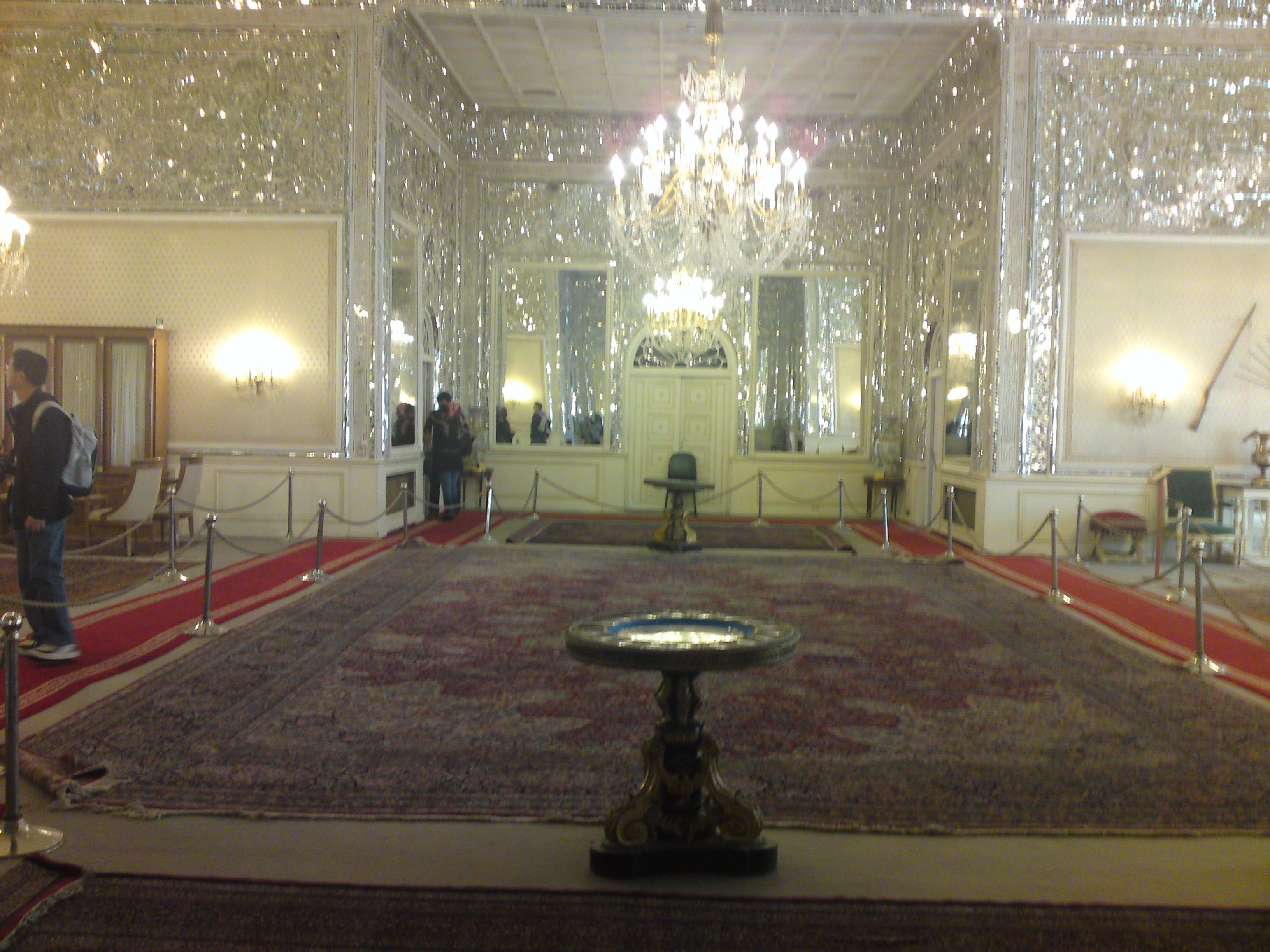
Interiör i Niavaran-palatset. Jahan nama hall.
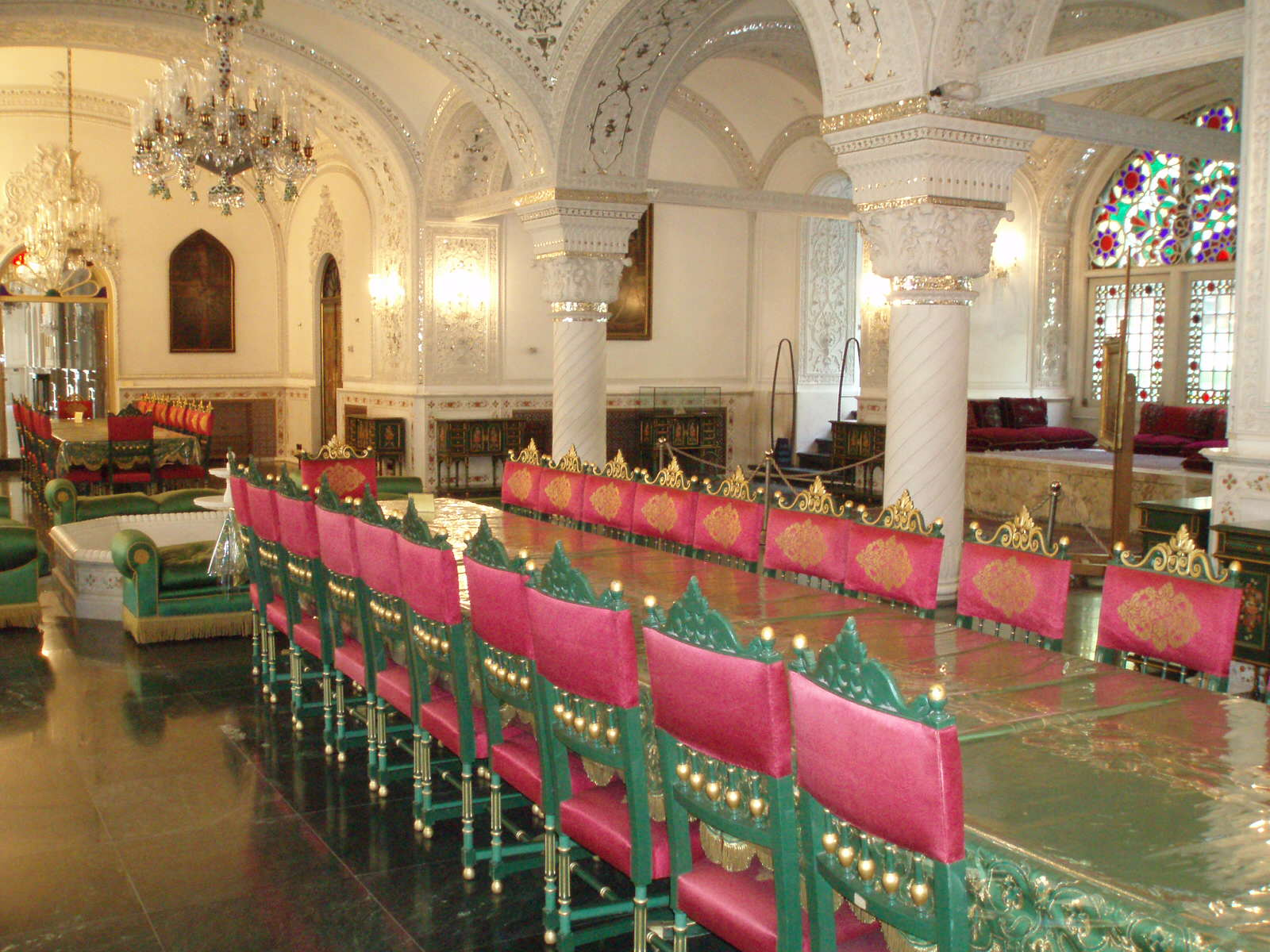
Interiör i Niavaran-palatset.
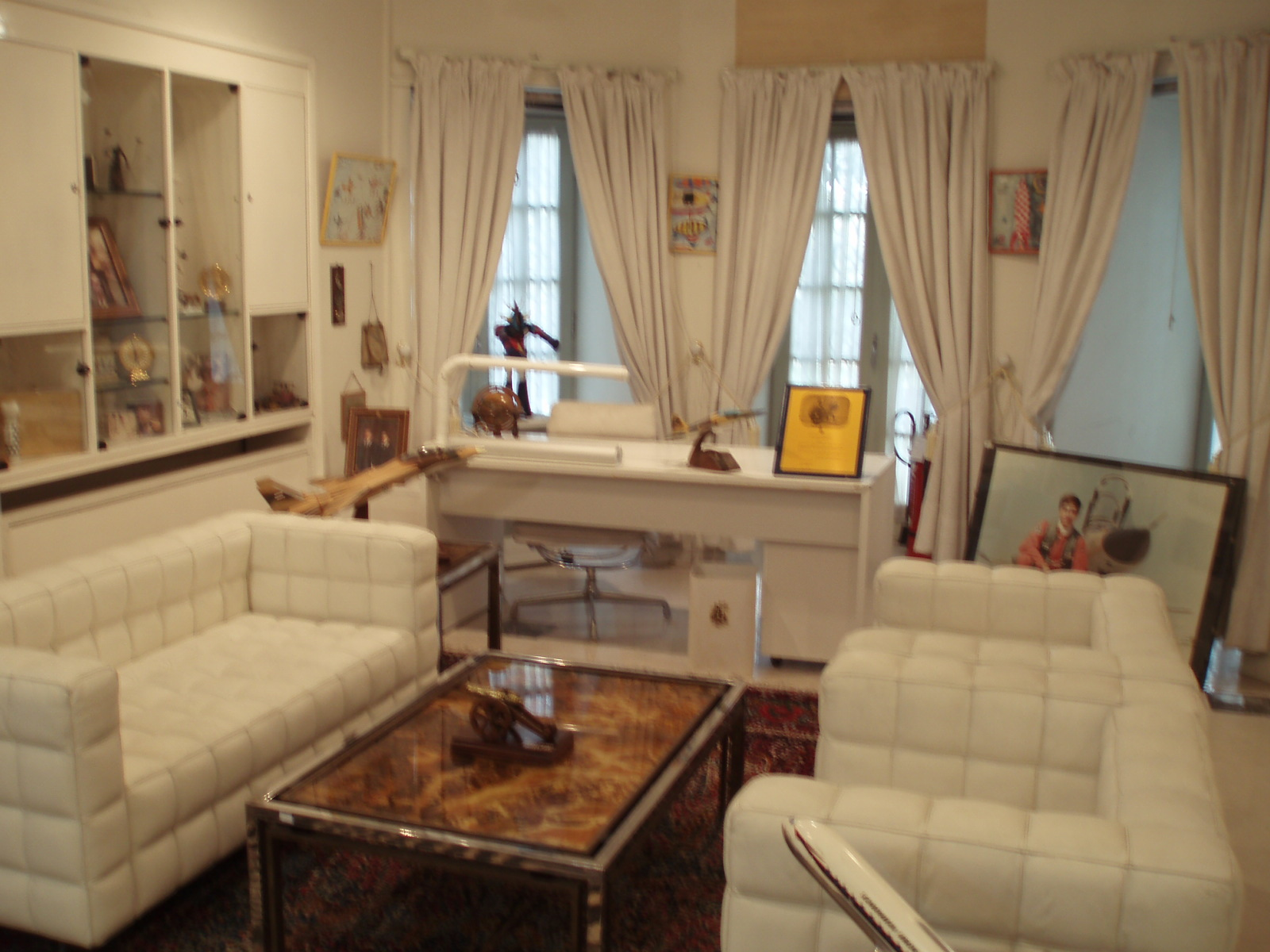
Interiör i Niavaran-palatset.
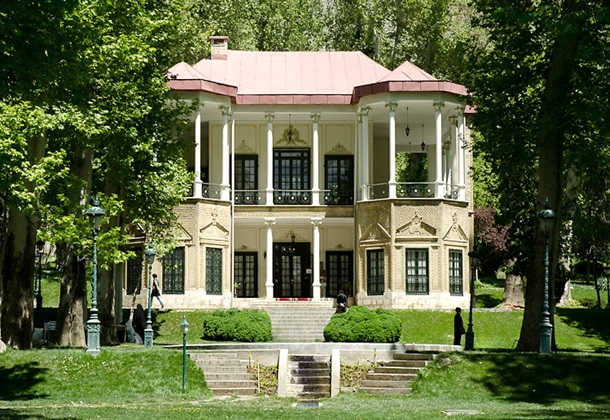
Ahmad-Shahi-paviljongen, bostad åt Ahmad Shah Mirza i början av 1900-talet.
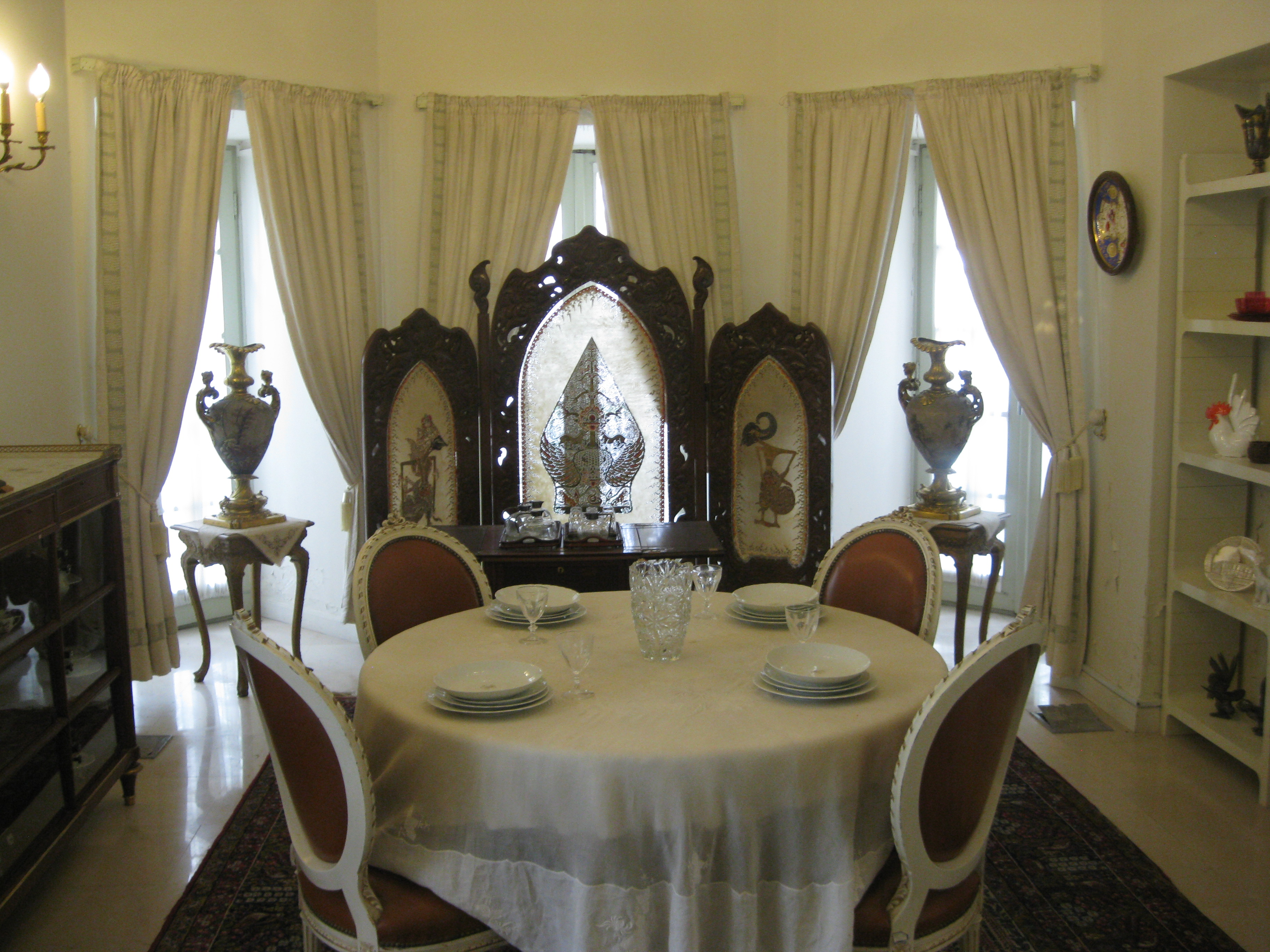
Interiör i Ahmad-Shahi-paviljongen.
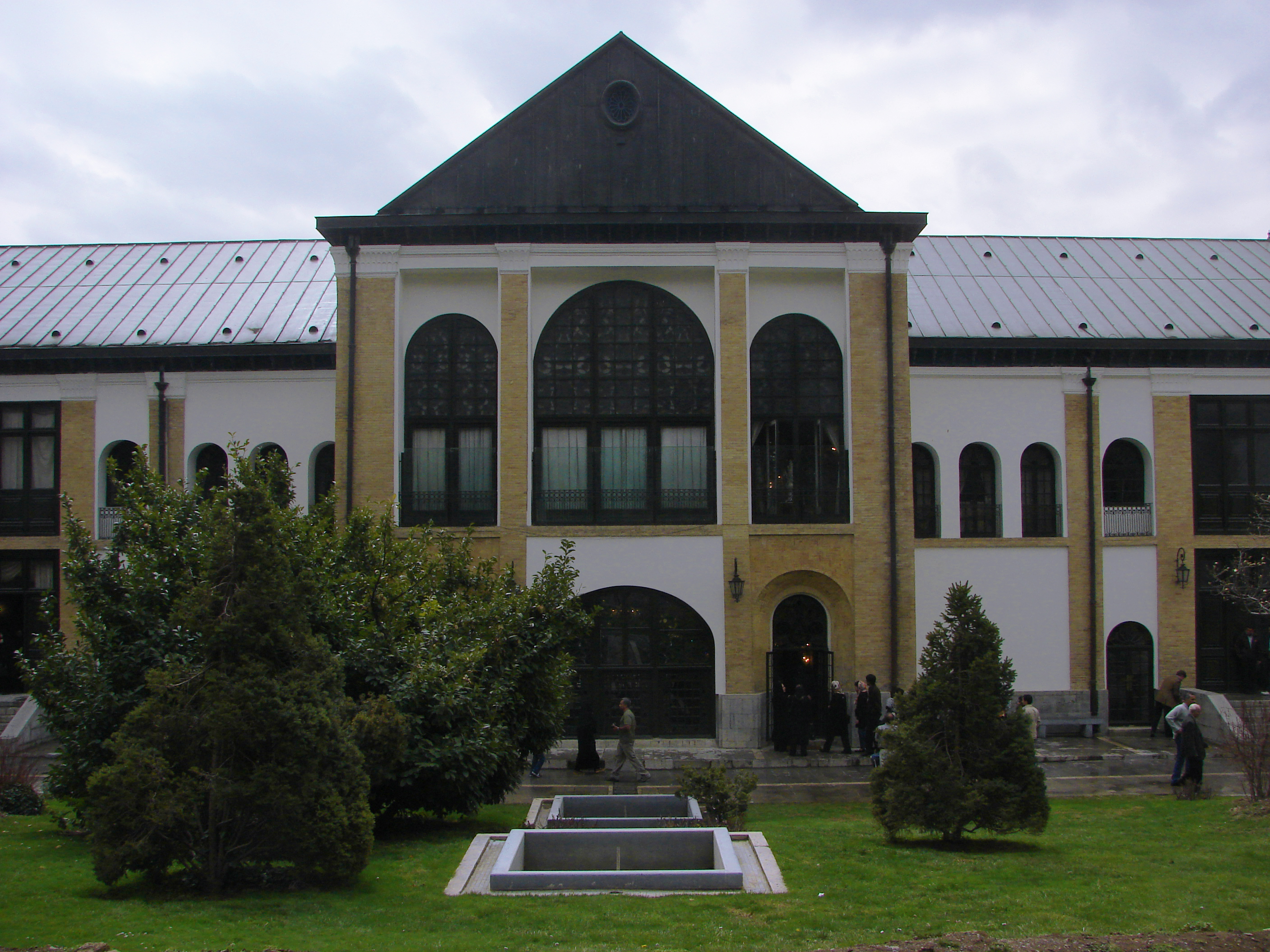
Sahebgharanie-palatset. Byggd på 1800-talet åt Nassredin Shah.
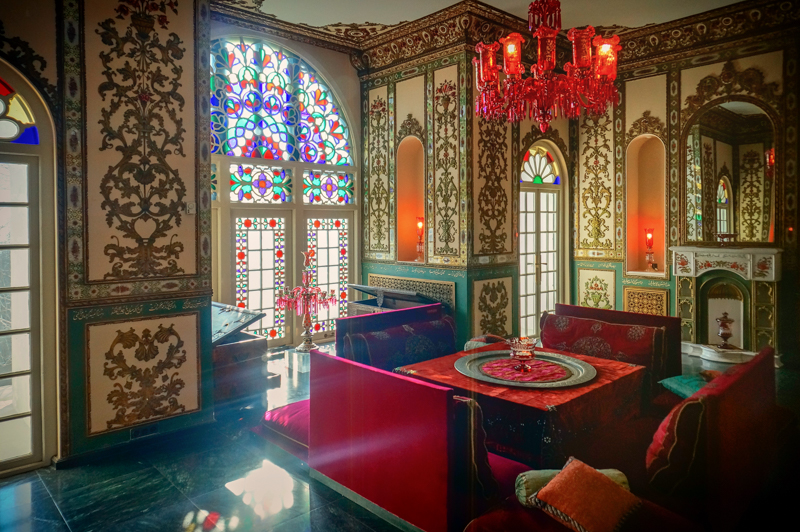
Interiör i Sahebgharanie-palatset.